# نادرة اللواتية
نادرة اللواتية واسمها الكامل نادرة بنت محمود اللواتية (وُلدت أواخر خمسينات القرن العشرين) هي فنانة تشكيلية عُمانية من المدرسة التجريدية.

## النشأة
وُلدت نادرة محمود في العاصمة العمانية مسقط في أواخر الخمسينات من القرن الماضي، ولديها ستة أخوة، وبسبب ظروف عمان في ذلك الوقت كانت عائلة نادرة تعيش متنقلة بين مسقط والعراق بحكم اشتغالهم في التجارة، وفي سنوات مبكرة من طفولتها أُصيبت بمرضٍ في العظام ولكن ذلك لم يمنعها من التعلق بالرسم منذ سن مبكر.

## التعليم
قضت نادرة سنوات المرحلة الابتدائية في المدرسة النموذجية في العراق، ثم عادت إلى عُمان في عام 1972 ولكن لم يكن يوجد في حينها إلا مدرسة واحدة ولم يكن هناك صف يناسب عمرها والمرحلة التي وصلة لها، الأمر الذي دعى عائلتها إلى إرسالها إلى بيروت عن طريق اليونيسيف ضمن برنامج دراسي خاص لمدة سنتين ويحتوي على برامج كشفية ورحلات ودروس في الطبخ وموسيقى ورقص الدبكة وجميع أنواع الترفيه، وكذلك زيارات إلى مدارس الأيتام والمعوقين، وبعدها عادت نادره إلى مسقط وأكملت فيها مرحلتها الثانوية. ثم ذهبت إلى القاهرة مع مجموعة من الطلبة للدراسة في مجال التلفزيون وبعد عودتها عملت في التلفزيون العماني كمذيعة ومصمّمة ديكور، وبعد العمل في التلفزيون أكملت دراستها في القانون واشتغلت في وزارة الخدمة المدنية العمانية بصفتها باحثة قانونية قبل أن تتفرغ بشكل كامل للفن التشكيلي.

## المعارض
أقامت نادرة في عام 1989 معرضها الشخصي الأول وكان ذلك في الشارقة، ثم تبعته بمعرض آخر في دمشق عام 1991 وفي سوسة والقيروان عام 1992، وفي عام 1993 أسست وأدارت رواق الفنون وهو أول معرض مخصص لعرض الأعمال الفنية في مسقط في فندق انتركونتيننتال، ومن بعده اقامت معارض شخصية أخرى في برلين عام 1994، وفي الكويت عام 1996، وفي البحرين والمكسيك عام 1998 وفي ألمانيا عام 1999، وفي مصر عام 2001 حيث عملت مع المخرج الألماني روبرتو تشولي في مشروع طريق الحرير.

## المشاركات والإنجازات
شاركت نادرة في عام 1992 في معرض الفنانين العرب المعاصرين في اشبيلية ضمن فعاليات أكسبو اسبانيا، وفي نفس العام نالت جائزة السعفة الذهبية في المعرض الدوري الثاني لفناني دول مجلس التعاون الخليجي في الدوحة، وفي عام 1993 شاركت في مناسبة المؤتمر العالمي لحقوق الإنسان وكانت لها مساهمة في معرض كبير أقيم في العاصمة النمساوية فيينا، وفي عام 1994 شاركت في ندوة إبداع المرأة العربية في معهد العالم في باريس، وفي نفس العام عُرضت أعمالها في المتحف الوطني لفنون المرأة في العاصمة الأمريكية واشنطن، وحصلت على جائزة الجمعية العمانية للفنون الجميلة في معرضها لعام 1995، وفي عام 2000 شاركت في معرض (نساء من العالم) في نيويورك.